# Triplophysa macrocephala
Triplophysa macrocephala és una espècie de peix de la família dels balitòrids i de l'ordre dels cipriniformes.

## Morfologia
Té un cos llis, sense escates i de 7,7 cm de llargària màxima. L'aleta pectoral no arriba més enllà de l'origen de l'aleta pelviana, mentre que l'origen de la dorsal és anterior al de la pelviana i l'aleta caudal bifurcada.
- Vora de l'aleta dorsal truncada.
- 8 radis ramificats a l'aleta dorsal i 5 a l'anal.
- Ulls petits i vestigials.
- Mandíbula inferior arquejada i amb una osca.[1][3]

## Hàbitat i distribució geogràfica
És un peix d'aigua dolça, bentopelàgic i de clima tropical (26°N-25°N, 107°E-108°E), el qual viu a una cova càrstica a Guangxi (la Xina).

## Observacions
És inofensiu per als humans.